# موسبورغ
موسبورغ (بالألمانية: Moosburg) هي بلدة ألمانية تقع في ألمانيا في منطقة فرايزنغ.

## أعلام
- ستيفان هاس
- بيرجيت روكمايير
- فرانز ديتل